# Злочинні думки
«Злочи́нні думки́» (Thoughtcrimes) — американський науково-фантастичний бойовик 2003 року режисера Брека Айснера.

## Про фільм
На випускному вечорі Фрейя Макалістер раптово починає чути голоси у своїй голові. Відтоді майбутнє дівчини закінчується — їй ставлять діагноз «каталепсія» та відправляють у психіатричну лікарню. Наступні вісім років свого життя Фрейя проводить у психічному божевіллі.
Одного разу уночі приходить доктор Веллс і каже Фрейї, що вона не божевільна, але голоси в голові — це думки всіх навколо. Він навчає її перетворювати свої телепатичні здібності на могутній дар.
Однак не каже, що працює в Агентстві національної безпеки.

## Знімались
| Актор            | Роль       |
| ---------------- | ---------- |
| Наві Рават       | Фрейя      |
| Джо Фланіган     | Брендан    |
| Пітер Гортон     | Веллес     |
| Джо Мортон       | Гарпер     |
| Джоселін Сігрейв | Макалістер |
| Кім Коутс        | Естен      |
| Джанет Райт      | Зоя        |
| Пауліно Нуньєс   | Кунцель    |
| Роман Подгора    | Пател      |
| Баррі Флатман    | Девід      |
| Карл Прунер      | Марасек    |
| Джо Ваннікола    | Террі      |
| Джо Пінг         | Костас     |
| Йоріс Ярскі      | Алан       |
| Роберт Бокстал   | Галбрейт   |